# Tarana
Tarana (auch San Francisco de Tarana) ist eine Ortschaft im Departamento Potosí im Hochland des südamerikanischen Andenstaates Bolivien.

## Lage im Nahraum
Tarana liegt in der Provinz Antonio Quijarro und ist zentraler Ort im Kanton San Francisco de Tarana im Municipio Tomave. Die Ortschaft liegt auf einer Höhe von 3641 m am linken, westlichen Ufer des Río Charaqui Mayu, der wenige Kilometer flussabwärts in den Río Yura mündet, welcher zum Río Tacora fließt und sich als Río Tumusla mit dem Río San Juan del Oro zum Río Camblaya vereinigt.

## Geographie
Tarana liegt auf dem Altiplano im zentralen Bolivien zwischen der Cordillera de Chichas im Südwesten und der Cordillera Central im Nordosten. Das Klima der Region ist ein typisches Tageszeitenklima, bei dem die mittleren Temperaturschwankungen im Tagesverlauf deutlicher ausfallen als im Verlauf der Jahreszeiten.
Die Jahresdurchschnittstemperatur der Region liegt bei etwa 11 °C (siehe Klimadiagramm Potosí), die monatlichen Durchschnittswerte schwanken zwischen 8 °C im Juni/Juli und gut 13 °C von November bis März. Der Jahresniederschlag beträgt nur etwa 350 mm, bei einer ausgeprägten Trockenzeit von April bis Oktober mit Monatsniederschlägen zwischen 0 und 15 mm, und einer kurzen Feuchtezeit von Dezember bis Februar mit Monatsniederschlägen von gut 70 mm.

## Verkehrsnetz
Tarana liegt in einer Entfernung von 100 Straßenkilometern südwestlich von Potosí, der Hauptstadt des Departamentos.
Von Potosí aus führt die Nationalstraße Ruta 5 (früher: 701) über die Stadt Porco und die Ortschaft Chaquilla nach Visigsa und weiter über Yura, Ticatica und Pulacayo nach Uyuni am Salzsee Salar de Uyuni.
Von Visigsa aus nach Westen verlässt eine unbefestigte Nebenstraße die Ortschaft, durchquert den Río Yura in nordwestlicher Richtung und erreicht nach sieben Kilometern den Unterlauf des Río Charaqui Mayu, der hier den Namen Río Huataychi führt. Die Straße folgt dem Fluss in westlicher Richtung flussaufwärts und wendet sich dann auf den folgenden zwei Kilometern mit dem Fluss nach Südwesten. Auf der rechten, östlichen Flussseite liegt die Ortschaft Challa Pampa, auf der westlichen Flussseite liegt Tarana.

## Bevölkerung
Die Einwohnerzahl der Ortschaft ist in dem Jahrzehnt zwischen den beiden letzten Volkszählungen um etwa ein Viertel zurückgegangen:
| Jahr | Einwohner         | Quelle       |
| ---- | ----------------- | ------------ |
| 1992 | keine Detaildaten | Volkszählung |
| 2001 | 306               | Volkszählung |
| 2012 | 223               | Volkszählung |
| 2024 |                   | Volkszählung |

Die Region weist einen hohen Anteil an Quechua-Bevölkerung auf, im Municipio Porco sprechen 84,0 Prozent der Bevölkerung Quechua.